# Aulacus digitalis
Aulacus digitalis är en stekelart som beskrevs av Henry Keith Townes, Jr. 1950. Aulacus digitalis ingår i släktet Aulacus och familjen vedlarvsteklar. Inga underarter finns listade.